# De djävulska
De djävulska (originaltitel: Les Diaboliques) är en fransk svartvit thrillerfilm från 1955 i regi av Henri-Georges Clouzot.

## Handling
Rektorn Michel Delassalle (Paul Meurisse) är hatad både av sin hustru Christina (Véra Clouzot) och sin älskarinna Nicole (Simone Signoret). De båda kvinnorna beslutar att mörda honom. Men sedan försvinner liket mystiskt...

## Om filmen
De djävulska visades i SVT i juni 2021.

## Rollista i urval
- Simone Signoret – Nicole Horner
- Véra Clouzot – Christina Delassalle
- Paul Meurisse – Michel Delassalle
- Charles Vanel – Alfred Fichet
- Jean Brochard – Plantiveau
- Pierre Larquey – Monsieur Drain
- Michel Serrault – Monsieur Raymond
- Thérèse Dorny – Madame Herboux
- Noël Roquevert – Monsieur Herboux
- Georges Poujouly – Soudieu
- Aminda Montserrat – Madame Plantiveau
- Madeleine Suffel – la dégraisseuse
- Jean Témerson – hotellanställd
- Jacques Hilling – anställd på bårhuset
- Robert Dalban – mannen på bensinmacken